# Francesco Antonio Uttini
Francesco Antonio Baldassare Uttini est un compositeur italien et maître de chapelle actif surtout en Suède, né en 1723 à Bologne et mort le 25 octobre 1795 à Stockholm.

## Biographie
Uttini étudie la musique dans sa ville natale avec le Padre Martini, Giacomo Antonio Perti et Pietro Giuseppe Sandoni et en 1743 devient membre de l'Accademia Filarmonica di Bologna. Il débute la même année comme compositeur d'opéras à Gênes avec le drame de Pietro Metastasio Alessandro nelle Indie. Durant les dix années suivantes il porte à la scène plusieurs œuvres, essentiellement des opere serie, qui lui valent une discrète notoriété. En 1752 il entre comme compositeur permanent dans la compagnie théâtrale de Pietro Mingotti (dont fait partie sa future femme, la chanteuse Rosa Scarlatti (1727-1775), nièce d'Alessandro, avec laquelle il se rend en Suède la même année sur invitation de la reine Louise Ulrique de Prusse.
Le 23 janvier 1753 il épouse à Stockholm sa compagne Rosa Scarlatti. Leur fils Carlo Uttini (sv) (1753-1808) sera danseur au Ballet royal suédois.
Il écrit pour le nouveau théâtre de Drottningholm l'opéra Il re pastore et compose un concerto pour flûte et quelques sonates pour clavecin. À la suite de la dissolution de sa compagnie théâtrale il décide de rester au service de la cour de Suède comme kappelmästare. Durant cette période, il compose surtout des opéras italiens, de la musique de chambre instrumentale, des symphonies et des cantates. En 1772, sur commande du souverain Gustave III de Suède, il met en musique et fait représenter le premier opéra en suédois, Thetis och Pelée, qui recueille un succès suffisamment notable pour être repris l'année suivante. Suivirent d'autres œuvres parmi lesquelles Birger Jarl och Mechtilde (1774) et Aline, drottning uti Golconda (1776). En 1778, alors que s'affirment des compositeurs comme Johann Gottlieb Naumann, il se retire du milieu musical. En 1781 il devient membre de la congrégation catholique de Stockholm et en 1788 il arrête de composer et épouse en secondes noces la chanteuse Sophia Liljegren (1765-1795).
Il appartient à la branche bolonaise de la famille de Luigia Uttini (1787-1851), la mère de Giuseppe Verdi.

## Style
Les premières œuvres d'Uttini présentent les caractéristiques de l'opera seria de l'époque. À partir de 1766, ses opéras s'enrichissent d'accompagnements orchestraux et de couleurs. Ses symphonies reflètent l'influence de l'école de Mannheim et sa musique de chambre est composée en style galant.

## Œuvre
Opéras
- Alessandro nelle Indie (opera seria, livret de Pietro Metastasio, 1743, Gênes)
- Astianatte (dramma serio, livret d'Antonio Salvi, 1748, Cesena)
- Demofoonte (opera seria, livret de Pietro Metastasio, 1750, Ferrara)
- Siroe (opera seria, livret de Pietro Metastasio, 1752, Hambourg)
- L'Olimpiade (opera seria, livret de Pietro Metastasio, 1753, Copenhague)
- Zenobia (opera seria, livret de Pietro Metastasio, 1754, Copenhague)
- La Galatea (opera seria, 1754, Drottningholm)
- L'isola disabitata (dramma per musica, livret de Pietro Metastasio, 1755, Drottningholm)
- Il re pastore (dramma per musica, livret de Pietro Metastasio, 1755, Drottningholm)
- L'eroe cinese (opera seria, livret de Pietro Metastasio, 1757, Drottningholm)
- Adriano in Siria (opera seria, livret de Pietro Metastasio, 1757, Drottningholm)
- Cythère assiégée (opéra comique, livret de C.-S. Favart, 1762, Stockholm)
- Il sogno di Scipione (serenata drammatica, livret de Pietro Metastasio, 1764, Stockholm)
- Soliman II, ou Les trois sultanes (opéra comique, livret de C.-S. Favart, 1765, Stockholm)
- Le gui de chène (opéra comique, livret de La Junquières, 1766, Stockholm)
- Psyché (tragédie lyrique, livret de Philippe Quinault, d'après Molière, 1766, Drottningholm)
- L'aveugle de Palmyre (opéra comique, livret de F.-G. Desfontaines, 1768, Drottningholm)
- Thetis och Pelée (opéra, livret de J. Wellander, 1773, Stockholm)
- Birger Jarl och Mechtilde (dramma con divertimenti, livret de G. F. Gyllenborg, 1774, Stockholm)
- Aline, drottning uti Golconda (opéra, livret de G. B. Zibet, 1776, Stockholm)

Oratorios
- La Giuditta (livret d'Abate Odace, 1742, Bologne)
- La passione di Gesù Cristo (livret de Pietro Metastasio, 24 mars 1776, Stockholm)
- Festività del Santissimo Natale (1765 ca.)
- Musica funebre per Adolphus Fredrik (1771)
- Musica per l'incoronazione di Gustavo III (1773)
- Musica per la consacrazione della Adolf Fredriks kyrka (1774)

Autres œuvres vocales sacrées et profanes
- Une Missa Brevis (1783)
- Plusieurs motets
- Un Te Deum en si majeur
- Plusieurs cantates
- 16 arias

Œuvres instrumentales
- 5 symphonies
- Concerto pour flûte
- Autres œuvres orchestrales
- 6 sonates pour clavecin
- 6 sonates pour 2 violons et basse continue (op. 1, 1768, Londres)
- 3 sonates pour 2 violons et violoncelle obligé
- 6 sonates pour 2 violons et clavecin obligé
- Sonate et menuet pour 2 violons, alto et basse continue

## Sources
- (it) Cet article est partiellement ou en totalité issu de l’article de Wikipédia en italien intitulé « Francesco Antonio Uttini » (voir la liste des auteurs).
- Mary Jane Phillips-Matz, Giuseppe Verdi (traduction et préface de Gérard Gefen), Fayard, Paris, 1996, 1031 p.  (ISBN 2-213-59659-X).